# قائمة الرخويات غير البحرية في العراق
قائمة الرخويات غير البحرية في العراق

## بطنيات المياه العذبة
اللزيقيات (الحلزونات)
الاسم الشائع (nerites)، وهي عائلة تصنيفية من المياه المالحة الصغيرة والمتوسطة الحجم وحلزون المياه العذبة التي لها خياشيم وغطاء مميز.

## أنواعها
- ثيودوكس جورداني (سويربي, 1844)[1]

Assimineidae (أسيمينيداي)

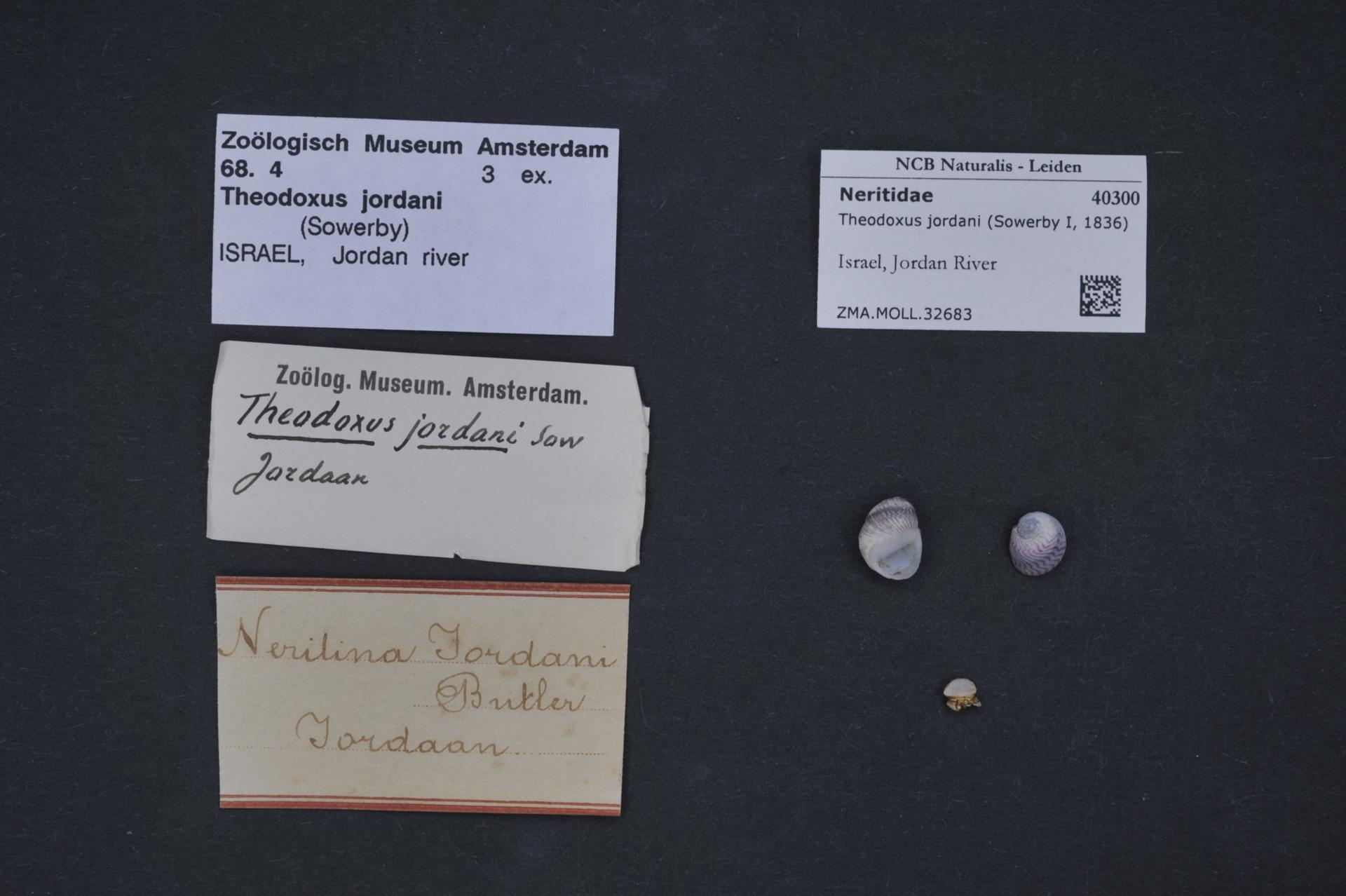

هي فصيلة من الحلزونات الدقيقة، والمعروفة أيضًا باسم الحلزون الراحي، مع نبات الخيشوم، أو رخويات بطنيات الأرجل، أو الرخويات الدقيقة في الفصيلة الفائقة Rissoidae. يعيش العديد من هذه القواقع الصغيرة جدًا في موائل وسيطة، حيث تكون برمائية بين المياه المالحة والأرض؛ بينما يعيش آخرون في المياه العذبة.

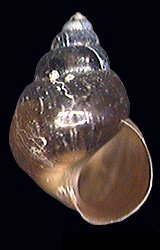
Assiminea grayana-Nl2

- اسيمينيا النهرينية Glöer, Naser & Yasser, 2007[2][3]
- اسيمينيا زويايزينسيس Glöer & Naser, 2013[3]

Bithyniidae
هي فصيلة من حلزونات المياه العذبة الصغيرة ذات الغطاء الخيشاني، رخويات بطنيات الأقدام المائية في الفصيلة Littorinimorpha.
غالبًا ما تلون قوقعتها الدقيقة. وتتميز بغطاء كلسي، فص على السطح العلوي للرقبة. إن ctenidium، مشط الجهاز التنفسي الخيشومي، واسع جدًا. لديهم عادة التغذية الهدبية. الكلية لها امتداد كبير نحو الوشاح.

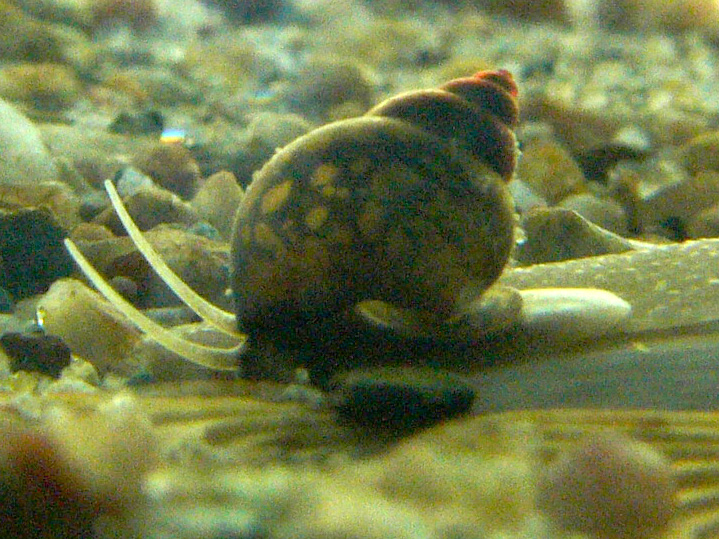
Bithynia tentaculata

- Bithynia hareerensis Glöer & Naser, 2008[4]

فيفيباريدا فيفيباريدا

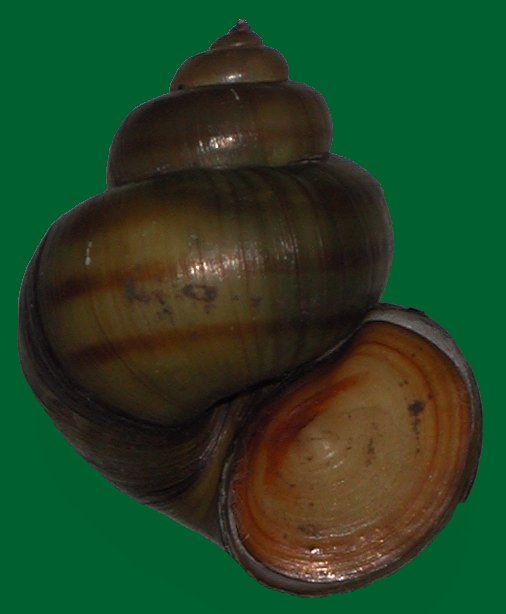
Viviparus contectus met operculum2

- Bellamya bengalensis (Lamarck, 1822)[1]

Melanopsidae
الاسم الشائع melanopsids، هو فصيلة من بطنيات المياه العذبة في كليد Sorbeoconcha. الأنواع في هذه العائلة موطنها جنوب وشرق أوروبا وشمال إفريقيا وأجزاء من الشرق الأوسط ونيوزيلندا وتيارات المياه العذبة لبعض جزر جنوب المحيط الهادئ الكبيرة.
انواعها:

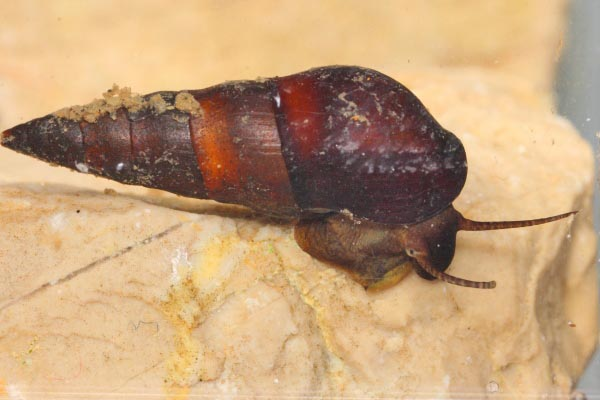
Esperiana daudebarti thermalis A MRKVICKA

- Melanopsis buccinoidea Olivier, 1801[1]
- Melanopsis costata (Olivier, 1804)[1]
- Melanopsis nodosa A. Férussac, 1822[1]

سديفيات سديفيات
هي فصيلة، في فصيلة عليا يقرونينات.
انواعها:
- Melanoides tuberculata (O. F. Müller, 1774)[1]

Lymnaeidae
Lymnaeidae ، الاسم الشائع لحلزونات البركة ، هي عائلة مصنفة من حلزون المياه العذبة الصغيرة إلى الكبيرة التي تتنفس الهواء ، رخويات بطنيات الأقدام الرئوية المائية ، والتي تنتمي إلى كليد Hygrophila.
Lymnaeidae هي العائلة الوحيدة ضمن العائلة الفائقة Lymnaeoidea (وفقًا لتصنيف Gastropoda بواسطة Bouchet & Rocroi ، 2005).
انواعها:
- Lymnaea auricularia (Linnaeus, 1758)[1]

منتفخات

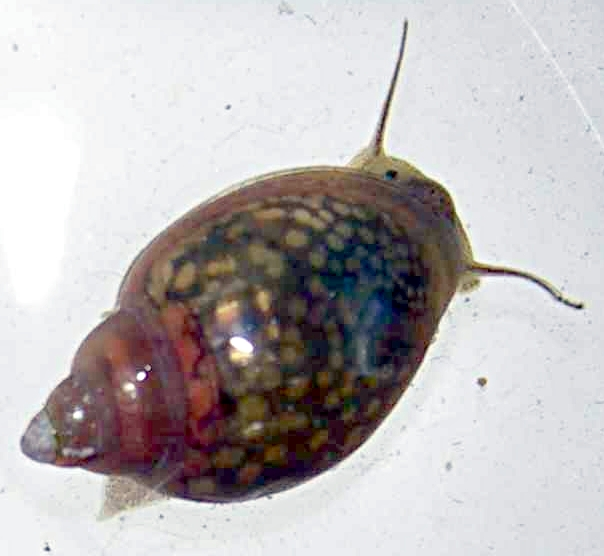
Physa acuta 001

الاسم الشائع لقواقع المثانة ، هو عائلة تصنيفية أحادية النمط من حلزون المياه العذبة الصغيرة التي تتنفس الهواء ، الرخويات الرئوية الرئوية في الفصيلة Lymnaeoidea الفائقة
انواعها:
- Physella acuta (Draparnaud, 1805)[1]

مقوقعات مستوية
(الاسم العلمي: Planorbidae)، هي فصيلة من القواقع ضمن رتبة الرخويات ضمن طائفة بطنيات القدم.
انواعها:
- Bulinus truncatus (Audouin, 1827)[1]
- Gyraulus huwaizahensis Glöer & Naser, 2005[1][5]